# Classe Navigatori
La classe Navigatori era una serie di navi da guerra della Regia Marina originariamente impostate, nel 1928, come appartenenti alla tipologia "esploratore" e riclassificate cacciatorpediniere dal 5 settembre 1938. La classe era composta da 12 unità che avevano i nomi di altrettanti celebri navigatori italiani: Alvise da Mosto, Antonio da Noli, Nicoloso da Recco, Giovanni da Verazzano, Lanzerotto Malocello, Leone Pancaldo, Emanuele Pessagno, Antonio Pigafetta, Luca Tarigo, Antoniotto Usodimare, Ugolino Vivaldi e Nicolò Zeno.

## Storia
La classe Navigatori fu l'ultima classe di "esploratori" progettata e costruita per la Regia Marina, in un momento storico in cui le strategie della guerra marittima stavano già mutando e l'aviazione stava già prendendo un ruolo preponderante nei compiti di ricognizione e avanscoperta. Per capire quindi i motivi che spinsero la Regia Marina a dotarsi di un tipo di nave di per sé obsoleto occorre fare un passo indietro.
Dall'Unità d'Italia in poi cominciò a farsi strada nella classe politica italiana l'idea dell'espansione imperialista. Uno degli obbiettivi più prevedibili era l'egemonia nello scacchiere mediterraneo e per rendere il Mediterraneo "mare nostrum" occorreva averne il controllo marittimo e navale. Questi concetti rendevano la Francia il principale potenziale avversario navale dell'Italia e gli attriti tra le due nazioni si avvicinavano al limite dello scontro quando la prima guerra mondiale, con la necessità di fare fronte comune contro il rischio dell'egemonia degli Imperi Centrali, raffreddò temporaneamente questi attriti. Terminato vittoriosamente il conflitto, le tensioni ripresero e, successivamente al trattato di Washington del 1920 in cui l'Italia appoggiata dalla Gran Bretagna ottenne la parità di tonnellaggio con la Francia, diedero la spinta ad una strategia di riarmo navale volta interamente alla competizione con la flotta francese. Infatti fino verso il 1936 gli strateghi italiani considerarono come ipotesi bellica più verosimile quella di una guerra contro la Francia, che sarebbe stata combattuta prevalentemente a terra e nella quale gli scontri navali sarebbero state delle prove di forza tra le grandi flotte dei due Paesi.
In quest'ottica di guerra navale classica, oltre a sviluppare le navi da battaglia e gli incrociatori pesanti, la Regia Marina riprese in considerazione l'utilizzo degli esploratori, non ritenendo l'arma aerea sufficientemente affidabile e troppo limitata dalle distanze e dalle condizioni atmosferiche. Pertanto, sempre seguendo l'impulso della competizione con le similari navi francesi (in particolare i grossi cacciatorpediniere delle classi Chacal e Guépard), diede il via al progetto e alla costruzione da un lato degli incrociatori leggeri della classe Alberto di Giussano e dall'altro degli esploratori della classe.
Gli obbiettivi del progetto prevedevano prima di tutto una velocità assai elevata, un armamento antinave consistente e una discreta autonomia. A parte la velocità nessuno degli altri obbiettivi fu raggiunto in maniera tale da equivalere le suddette navi francesi, che risultarono più grandi e meglio armate. Il costo risultò comunque non indifferente, soprattutto per le scarse risorse che lo Stato italiano poteva dedicare all'industria bellica: infatti ogni unità, escluso l'armamento e gli altri accessori militari e di servizio, venne a costare circa 21 milioni di lire dell'epoca, pari a circa 17 milioni di Euro attuali (2007).
All'epoca della loro entrata in servizio questi esploratori erano quindi un tipo di nave già obsoleto e le marine da guerra di altre nazioni si stavano già rivolgendo verso tipologie di naviglio più moderne. Tuttavia i Navigatori anche se molto criticati alla loro apparizione e durante gli anni successivi, proprio per le loro caratteristiche di armamento e, nel complesso, di buona tenuta al mare, si rivelarono navi ben indicate per un compito molto diverso dall'originale, ma che diventerà preminente durante la seconda guerra mondiale: la scorta ai convogli per la protezione del traffico marittimo.

## Caratteristiche costruttive
Il progetto, realizzato dal Comitato Progetti Navi diretto dal generale del Genio Navale Giuseppe Rota, era caratterizzato da un bordo libero elevato, una sovrastruttura prodiera alta e massiccia e due fumaioli molto distanziati. L'armamento principale era costituito da tre impianti binati scudati di cannoni da Ansaldo 120/50 Mod. 1926 allineati sull'asse di simmetria della nave. I complessi dei tubi lanciasiluri erano posizionati uno tra i fumaioli e l'altro a poppavia del secondo fumaiolo. Essendo state costruite in cinque cantieri diversi (Ansaldo e Odero di Genova Sestri, Riva Trigoso, Ancona e Quarnaro-Fiume), le diverse unità, pur rispettando lo schema generale, presentavano piccole differenze nell'aspetto, nelle attrezzature e negli apparati propulsori.
Curiosamente il progetto originale, subito abbandonato, prevedeva anche l'installazione a bordo di un idrovolante Macchi M.5 alloggiabile in un hangar nella tuga di prora, previo smontaggio delle ali, e lanciabile da una catapulta di 16 metri posizionata sulla mezzeria a proravia del cannone di prora.

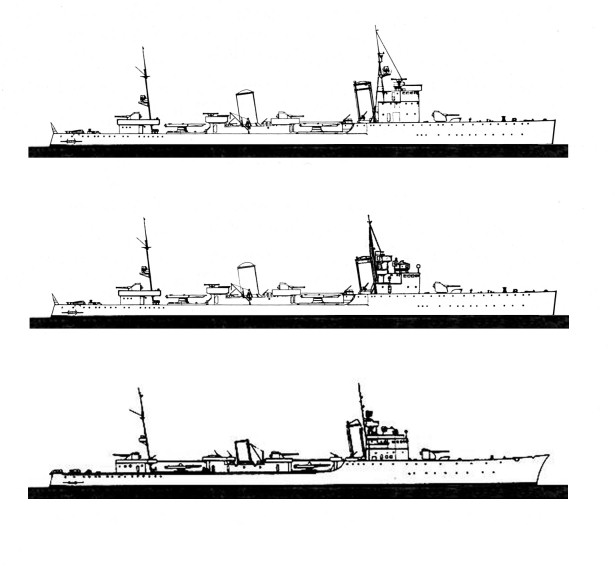
Il profilo delle navi della classe Navigatori, all'origine (in alto) e dopo i due cicli di modifiche.

### Scafo
Lo scafo a chiglia piatta, dalle linee originarie non particolarmente filanti, era costruito in acciaio zincato ad alta resistenza e presentava 186 ossature trasversali rinforzate longitudinalmente da un paramezzale centrale e due laterali. Internamente era suddiviso da paratie stagne trasversali in 21 compartimenti.

Unità della classe Navigatori all'ormeggio nei primi anni trenta.

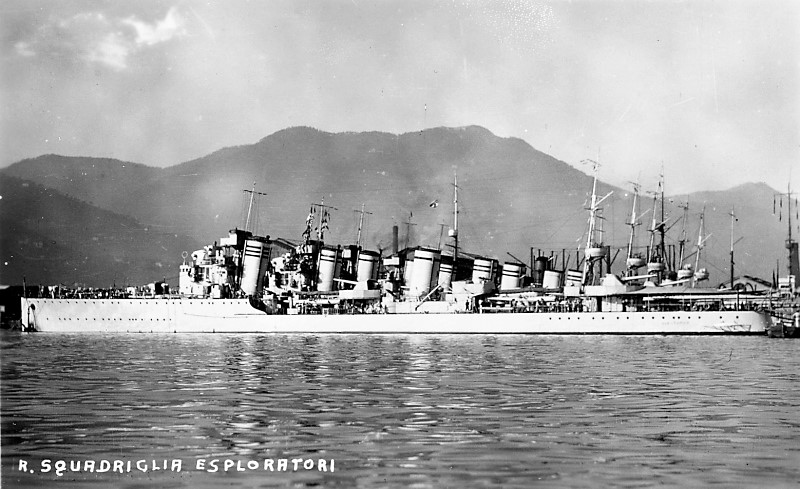
Il Tarigo con altre unità della classe Navigatori nei primi anni trenta.

Il castello di prora, alto 2,2 m e piuttosto lungo (42,6 m), si estendeva fino a poppavia del primo fumaiolo ed era sovrastato dall'alta tuga a tre piani che conteneva, dal basso verso l'alto, alcuni alloggi e locali di servizio, la centrale di tiro e la plancia di comando con annessa sala nautica. Sul tetto della plancia (cosiddetta "controplancia") erano sistemati i telemetri per la direzione del tiro. Subito dietro questa imponente tuga vi era un grosso albero a tripode che sosteneva uno dei due proiettori da scoperta (tipo O.G.N. da 90 cm e 150 A delle Officine Galileo) e la coffa per la vedetta. Quest'insieme alto e massiccio unito ai coefficienti di finezza dello scafo piuttosto spinti, era in gran parte responsabile di gravi problemi di stabilità in navigazione, per cui già nel 1930, poco dopo l'entrata in servizio delle prime unità, fu radicalmente ridimensionato abbassando la tuga a due soli piani ed eliminando albero e proiettore prodieri.
Queste misure si rivelarono sostanzialmente sufficienti, ma per migliorarne ulteriormente le qualità nautiche, proprio a cavallo dell'inizio del conflitto dieci delle dodici unità (esclusi Da Recco e Usodimare per le quali non ve ne fu il tempo a causa degli eventi bellici) vennero sottoposte ad ulteriori modifiche (allargamento dello scafo, innalzamento e modifica della prua con una più slanciata, di tipo "oceanico") che ne ottimizzarono la stabilità, a scapito però della velocità che scese drasticamente intorno ai 28 nodi.

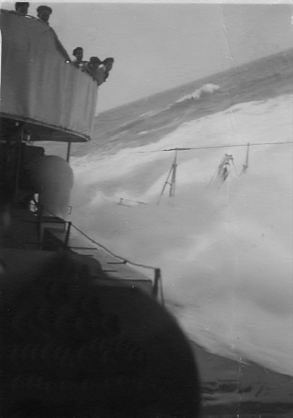
Cacciatorpediniere classe Navigatori in sbandata

Altre due piccole tughe erano poste a centro nave a proravia del secondo fumaiolo e a poppa. Entrambe servivano da base per i complessi binati dei cannoni, erano collegate tra di loro e con il ponte di castello da due passerelle e contenevano locali di servizio. Il Da Recco, essendo originariamente previsto come nave ammiraglia del gruppo esploratori, aveva una tuga poppiera più ampia che conteneva l'alloggio ammiraglio e i relativi servizi.
Sul ponte di coperta erano sistemate le imbarcazioni di servizio e di salvataggio. Ai lati del secondo fumaiolo trovavano posto a dritta un motoscafo da 7 m e una baleniera e a sinistra una motolancia e una lancia a remi da 8,5 m. A proravia del paraonde sul castello si trovava uno zatterino da 3,5 m. Nel periodo bellico le dotazioni di salvataggio furono integrate da sette zattere tipo "Carley" di varie misure, capaci di accogliere da 13 a 39 naufraghi, fissate ai lati dei fumaioli e sulla copertura scudata dei complessi binati da 120/50 (e quindi molto esposti a danni da battaglia). Nella migliore delle ipotesi queste zattere in totale potevano accogliere da 157 a 178 persone, molto meno dell'equipaggio effettivo e degli eventuali trasportati, che si sarebbero quindi dovuti affidare ai giubbotti salvagente.
All'ingresso in servizio tutte le unità avevano la colorazione classica in grigio chiaro che fu mantenuta fino al novembre 1941. In quella data infatti la Regia Marina iniziò la sperimentazione di colorazioni mimetiche ideate dal pittore Rudolf Claudus. La prima unità a ricevere la colorazione sperimentale fu lo Zeno che la mantenne per circa un anno per poi uniformarsi allo schema ufficiale definitivo a tre toni (grigio scuro, grigio chiaro e bianco sporco), che fu applicato su quasi tutte le altre unità. Non ricevettero mai la colorazione mimetica il Da Mosto (sebbene fosse già previsto lo schema mimetico, l'unità venne affondata prima di poterlo realizzare), il Pessagno e il Tarigo che mantennero quindi la livrea grigio chiaro fino all'affondamento. Dopo i primi mesi di guerra, per migliorare l'identificazione da parte degli aerei amici (durante la scontro di Punta Stilo alcune unità vennero bombardate per errore da aerei italiani), la zona prodiera del ponte di castello venne pitturata a strisce diagonali bianche e rosse.

### Apparato propulsore
L'apparato propulsore dei Navigatori aveva la caratteristica (unica per il naviglio sottile italiano dell'epoca) di essere costituito da due sistemi indipendenti che garantivano quindi la motricità anche in caso di guasto o danneggiamento di uno di essi. Ogni gruppo era costituito da due caldaie a nafta (tipo Yarrow per le unità costruite nei Cantieri del Quarnaro, tipo Odero per le altre) che alimentavano una coppia di turbine ad alta e bassa pressione: turbine Parsons sulle unità costruite nei cantieri liguri, turbine Tosi per i C.R.A. di Ancona e turbine Belluzzo per le navi realizzate dai Cantieri del Quarnaro (queste ultime durante le prove rivelarono dei gravi difetti e vennero presto sostituite). Il gruppo caldaie di prora era posizionato sotto il primo fumaiolo e serviva le turbine di sinistra, mentre il secondo gruppo era posto in corrispondenza del fumaiolo di poppa e alimentava le turbine di dritta. Ogni coppia di turbine era a sua volta collegata agli assi delle eliche del rispettivo lato tramite un riduttore di giri Ansaldo a ingranaggi. Le eliche erano in bronzo, del tipo Scaglia a tre pale con un diametro variabile, a seconda del modello, tra 3,4 e 3,6 m, una superficie di 7,3 m2 e un passo di 4 m. La potenza complessiva sviluppata raggiungeva i 55.000 CV.
Si trattava quindi di apparati d'avanguardia per gli standard italiani dell'epoca, con ottima potenza che abbinata alle caratteristiche dello scafo consentì a tutte le unità di raggiungere, durante le prove, le velocità richieste dal progetto: da poco più di 39 nodi dello Zeno fino ai quasi 42 nodi (41,57 nodi a 65.915 CV e 416 giri elica/minuto) del Pigafetta. Va però notato che queste velocità, ottenute in condizioni particolari e con allestimento incompleto, non furono mai più raggiunte in condizioni operative.

### Armamento e sistemi di difesa

Il complesso binato prodiero da 120/50 del Da Recco

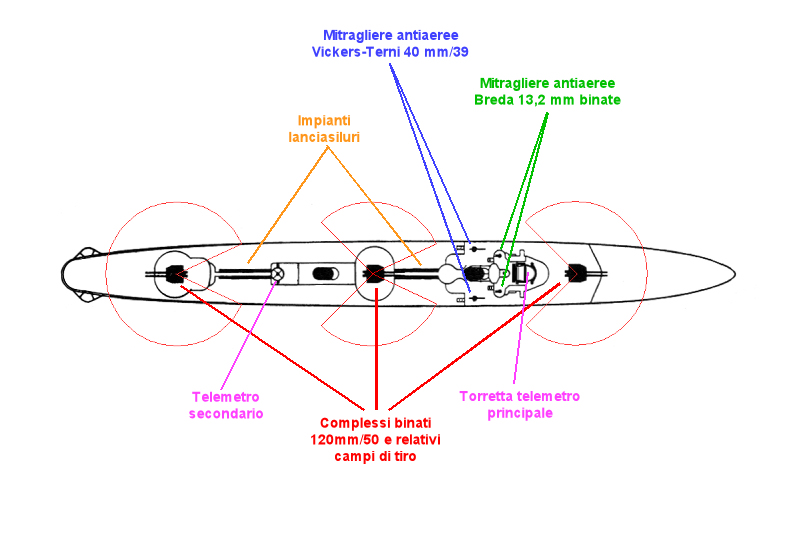
Schema dell'armamento dei cacciatorpediniere classe Navigatori dopo il primo ciclo di modifiche del 1930-1931.

L'armamento principale della classe, identico su tutte le unità e mai modificato, era costituito dai sei cannoni Ansaldo Mod. 1926 da 120/50 in tre complessi binati scudati, posti lungo l'asse di simmetria dello scafo: il primo sul castello di prora con un angolo di brandeggio di 135° per lato; il secondo sopra la tuga di centro nave con un angolo di brandeggio per lato di 65° a proravia e di 45° a poppavia; il terzo era posto sulla tuga di poppa e poteva essere brandeggiato di 155° per lato. Erano in grado di sparare proiettili a granata perforante da 23 kg con una gittata utile di 19.600 m, ma erano gravati da una discreta imprecisione di tiro dovuta anche alla posizione ravvicinata delle canne. Questi cannoni, anche se non specificamente progettati per questo (avevano un alzo di soli 45° ed erano privi di apparati di punteria antiaerea), vennero usati anche per il tiro contraereo mediante fuoco di sbarramento con granate dirompenti.

Torretta telemetrica a due telemetri stereoscopici

La direzione del tiro poteva contare per il tiro diurno su due telemetri stereoscopici Officine Galileo/Zeiss da 3 m in torretta sulla controplancia; nella stessa torretta era contenuto anche l'apparecchio di punteria generale San Giorgio. Un terzo telemetro Zeiss/San Giorgio da 3 m era posizionato sulla tuga di centro nave e fu poi sostituito durante la guerra con le nuove mitragliere antiaeree da 20 mm. I sistemi per il tiro notturno furono invece imbarcati solo su alcune unità a conflitto già avanzato. Dopo il 1937 gli apparati di puntamento vennero completati da un teleinclinometro cinematico San Giorgio, posizionato sotto la coffa.

Mitragliatrice antiaerea binata Breda 13,2 mm del tipo montato sulle unità classe Navigatori

Il pannello di controllo del radar italiano EC3/ter "Gufo"

Esercitazione di lancio siluro dal Pigafetta

Paramine del tipo montato sulle unità della classe Navigatori. Visibili anche le tramogge per le bombe torpedini da getto e, in basso a sinistra, l'apparato nebbiogeno.

L'armamento antiaereo era inizialmente basato sulle due mitragliere Vickers-Terni 1915 da 40/39 posizionate una per lato sul castello di prora di fianco al primo fumaiolo e su quattro mitragliatrici Breda da 13,2 mm in due impianti binati posizionati ai lati della controplancia. Durante la seconda guerra mondiale, vista la frequenza degli attacchi aerei, questo armamento venne potenziato sostituendo anche le mitragliere più obsolete con altre più moderne ed efficaci (Breda 20/65 o Oerlikon 20/70). Le modifiche furono diverse sulle diverse unità alle quali si rimanda per i dettagli. Il sistema di puntamento era di tipo diretto.
L'armamento subacqueo era originariamente costituito da due complessi trinati lanciasiluri in linea da 533 mm, tipo San Giorgio, posti uno tra i due fumaioli e il secondo a poppavia del secondo fumaiolo. La punteria era comandata elettricamente dalla Direzione Tiro fornita di due stazioni: una per il lancio diurno in coffa e una per il lancio notturno in plancia. Nel periodo prebellico, nell'ambito delle modifiche per migliorare la stabilità, i lanciasiluri furono sostituiti con complessi binati, più leggeri. Ma durante il conflitto sette unità vennero nuovamente attrezzate con gli impianti trinati (con sistemazione però a "piramide", tranne Da Recco e Pigafetta che ebbero impianti in linea), mentre le unità ancora superstiti dopo la metà del 1942 sbarcarono il complesso poppiero sostituendolo con due mitragliere antiaeree Breda 37/54.
Nel progetto originale l'armamento antisommergibile prevedeva solo una "torpedine da rimorchio" tipo Ginocchio (GP1927/46 T), eliminata nel corso dei primi anni di guerra, e fu solo alla fine degli anni trenta che vennero invece installate a poppa due tramogge per il lancio di bombe torpedini da getto da 50 e 100 kg. Dopo il 1941, visto l'utilizzo principale di queste unità come scorta ai convogli, le dotazioni di bombe antisommergibile vennero potenziate con ordigni più moderni anche di fabbricazione tedesca (WB D da 125 kg e WB F da 60 kg) e con bombe "intimidatorie" da 30 kg.
Per la posa mine tutte le unità tranne il Da Recco erano provviste di ferroguide e potevano imbarcare 54 mine tipo Vickers-Elia da 760 kg o 56 tipo Bollo da 590 kg. Durante il conflitto su sette unità vennero allungate le guide per consentire l'imbarco fino a un massimo di 86 mine tipo P.200 o di 104 tipo Bollo, nonché di mine tedesche ad antenna.
Per il dragaggio protettivo nel 1940 furono montati a poppa su tutte le unità i paramine tipo C per il dragaggio in corsa. Ma la forte riduzione di manovrabilità che conseguiva all'uso di questi dispositivi li rese di fatto inutilizzabili su navi con le caratteristiche dei Navigatori e furono quindi definitivamente sbarcati nel 1942.
Tutte le unità infine erano munite di apparati fumogeni tipo R.M. alla base dei fumaioli e di impianti nebbiogeni a nafta situati a poppa sul lato di dritta che, successivamente, vennero sostituiti con impianti più efficienti a cloridrina.
Nel corso del conflitto su alcune unità (Da Noli, Da Recco, Da Verazzano, Malocello, Pancaldo, Vivaldi e Zeno) venne montato l'ecogoniometro per la caccia ai sommergibili e su alcune altre il radar (il radar Fu.Mo. 24 "De.Te." di fabbricazione tedesca sul Malocello e il radar EC3/ter "Gufo" di fabbricazione italiana su Pancaldo, Da Noli e Vivaldi).

## Operatività

I cacciatorpediniere Usodimare e Da Noli in porto alla fine degli anni trenta

### Tempo di pace
Nel periodo tra le due guerre i "Navigatori" svolsero numerose missioni di rappresentanza all'estero, la più nota delle quali fu la crociera atlantica in appoggio alla prima trasvolata oceanica di Italo Balbo. Si svolse a cavallo tra gli ultimi mesi del 1930 e i primi mesi del 1931 e vi parteciparono le otto unità allora già in servizio: Da Recco (Comando Divisione), Da Noli, Malocello, Pancaldo, Pessagno, Tarigo, Usodimare e Vivaldi, organizzate in tre gruppi che vennero dislocati in posizioni strategiche nell'oceano Atlantico. La missione durò quasi quattro mesi e partecipò del successo della trasvolata, che ebbe termine a Rio de Janeiro dove atterrarono i 12 idrovolanti S.55 ai quali i "Navigatori" dovevano dare appoggio. Dopo il rientro in Italia, in due distinte cerimonie a Venezia e a Genova verso la fine del 1931, le 12 unità ormai tutte in servizio, ricevettero le bandiere di combattimento. Dopo il necessario completamento dell'addestramento le varie unità furono utilizzate per missioni di rappresentanza o come stazionari nei porti dell'Egeo e tra il 1936 e il 1938 svolsero missioni di appoggio durante la guerra civile spagnola. Nel 1938, il Regio Decreto n. 1483 del 5 settembre riorganizzò la struttura della Regia Marina e i "Navigatori" furono declassati da esploratori a cacciatorpediniere.
Come già accennato, tra la fine del 1938 e la metà del 1940 dieci delle dodici unità furono sottoposte al secondo ciclo di grandi modifiche per il miglioramento delle qualità nautiche; solo il Da Recco e l'Usodimare non riuscirono ad usufruire di questi miglioramenti a causa del conflitto già iniziato.

### Seconda guerra mondiale
All'inizio della seconda guerra mondiale alcune delle unità erano ancora in cantiere, ma entro la fine di agosto del 1940 tutte erano operative e assegnate alle relative Divisioni.
| Cacciatorpediniere Classe Navigatori - Ordine di battaglia al 10 giugno 1940 | Cacciatorpediniere Classe Navigatori - Ordine di battaglia al 10 giugno 1940 | Cacciatorpediniere Classe Navigatori - Ordine di battaglia al 10 giugno 1940 | Cacciatorpediniere Classe Navigatori - Ordine di battaglia al 10 giugno 1940 | |
| Squadriglia                                                                  | Assegnazione                                                                 | Unità                                                                        | Note                                                                         | |
| ---------------------------------------------------------------------------- | ---------------------------------------------------------------------------- | ---------------------------------------------------------------------------- | ---------------------------------------------------------------------------- | --- |
| XIV                                                                          | IX Divisione corazzate                                                       |                                                                              | Vivaldi *, Da Noli, Malocello e Pancaldo                                     | All'inizio delle ostilità la IXª Divisione corazzate (ammiraglio Bergamini), comprendente le modernissime unità della classe Littorio, stava terminando il periodo di addestramento e non era ancora operativa. Pertanto la XIV squadriglia venne assegnata provvisoriamente alla IV Divisione incrociatori (ammiraglio Marenco) e la XV squadriglia alla VIII Divisione incrociatori (ammiraglio Legnani). *: = capo squadriglia |
| XV                                                                           | IX Divisione corazzate (provv. VIII Divisione incrociatori)                  | Pigafetta , Da Mosto, Da Verazzano e Zeno                                    |                                                                              | All'inizio delle ostilità la IXª Divisione corazzate (ammiraglio Bergamini), comprendente le modernissime unità della classe Littorio, stava terminando il periodo di addestramento e non era ancora operativa. Pertanto la XIV squadriglia venne assegnata provvisoriamente alla IV Divisione incrociatori (ammiraglio Marenco) e la XV squadriglia alla VIII Divisione incrociatori (ammiraglio Legnani). *: = capo squadriglia |
| XVI                                                                          | VIII Divisione incrociatori                                                  | Da Recco , Pessagno, Tarigo e Usodimare                                      |                                                                              | All'inizio delle ostilità la IXª Divisione corazzate (ammiraglio Bergamini), comprendente le modernissime unità della classe Littorio, stava terminando il periodo di addestramento e non era ancora operativa. Pertanto la XIV squadriglia venne assegnata provvisoriamente alla IV Divisione incrociatori (ammiraglio Marenco) e la XV squadriglia alla VIII Divisione incrociatori (ammiraglio Legnani). *: = capo squadriglia |

Gli eventi bellici fecero comunque sì che queste assegnazioni fossero destinate a cambiare spesso e rapidamente a causa sia delle necessità logistiche contingenti, sia delle gravi perdite che queste unità subirono durante il conflitto.

Cacciatorpediniere classe Navigatori in missione nei primi mesi di guerra. In primo piano il complesso binato da 120/50 di centro nave.

Una sola unità, il Da Recco, sopravvisse alla guerra e fu radiata nel 1954. Le altre 11 navi subirono addirittura 12 affondamenti, poiché il Pancaldo venne affondato una prima volta in acque basse, recuperato, e affondato nuovamente qualche anno dopo. Quattro navi vennero perse in azione contro unità nemiche, una venne persa su mine, una affondò per bombardamento aereo, due vennero affondate dai tedeschi, una (Usodimare) venne colpita per errore l'8 giugno 1942 dal sommergibile italiano Alagi durante una missione di scorta a convoglio,
avendo il sommergibile scambiato uno dei caccia della scorta per un'unità inglese, e le ultime due (Pigafetta e Zeno) vennero sabotate dall'equipaggio all'armistizio. Il Pigafetta venne recuperato dai tedeschi per essere poi affondato sotto bandiera tedesca nel 1944.
I "Navigatori" furono unità molto attive nel periodo bellico: in totale eseguirono 1.651 missioni per 571.306 nm percorse in 35.509 ore di moto, consumando 219.596 tonnellate di nafta. Esse furono anche tra le navi più multiruolo del conflitto: parteciparono attivamente alle attività di squadra (60 missioni pari al 3,6%), ma soprattutto svolsero numerosissime missioni di posa mine (150 missioni - 9,1%), trasporto truppe e materiali (87 missioni - 5,3%) e scorta ai convogli per l'Africa Settentrionale (ben 521 missioni - 31,6%). Occasionalmente vennero anche impiegate in 33 missioni di caccia antisommergibile e 13 missioni di bombardamento costiero. A testimonianza dell'intenso e rischioso impiego di queste unità stanno i 3.716 giorni passati in cantiere per manutenzione o riparazione.
Nelle attività della squadra le unità della classe Navigatori rivestirono quasi sempre un ruolo secondario, a causa delle basse velocità operative: infatti, con i loro 28 nodi di velocità massima, non potevano scortare efficientemente le nuove grandi unità di squadra, capaci di velocità tra i 30 e i 37 nodi. Ciò non impedì ad alcune di esse di distinguersi per il coraggio e il valore in combattimento. In particolare si ricorda la tenacia del Vivaldi e del Malocello impegnati contro forze nemiche nettamente superiori durante lo Scontro di Pantelleria. Ai due caccia, attardati dalla ridotta velocità del Vivaldi, fu ordinato di sganciarsi dalla formazione per attaccare il convoglio inglese con i siluri, ma essi si trovarono di fronte dapprima a quattro cacciatorpediniere inglesi della XII flottiglia, sbucati da una cortina fumogena, seguiti poco dopo da altri cinque caccia dell'XI flottiglia; nell'impari combattimento che ne seguì, per oltre mezz'ora le due unità italiane sostennero il fuoco britannico contrattaccando con cannoni e siluri, sebbene il Vivaldi fosse stato colpito e immobilizzato. Infine le unità britanniche interruppero l'azione ritornando a proteggere il proprio convoglio ed il Vivaldi, con l'aiuto del Malocello, del Premuda e di varie unità minori, raggiunse Pantelleria. Anche il Pigafetta nella stessa azione ebbe modo di dimostrare, seppure in modo diverso, il suo valore: fu infatti assegnato al rischioso compito di proteggere e trainare, in una zona infestata da sommergibili britannici, l'incrociatore Trento, che era stato colpito da un siluro e che fu poi affondato dal sommergibile britannico P.35

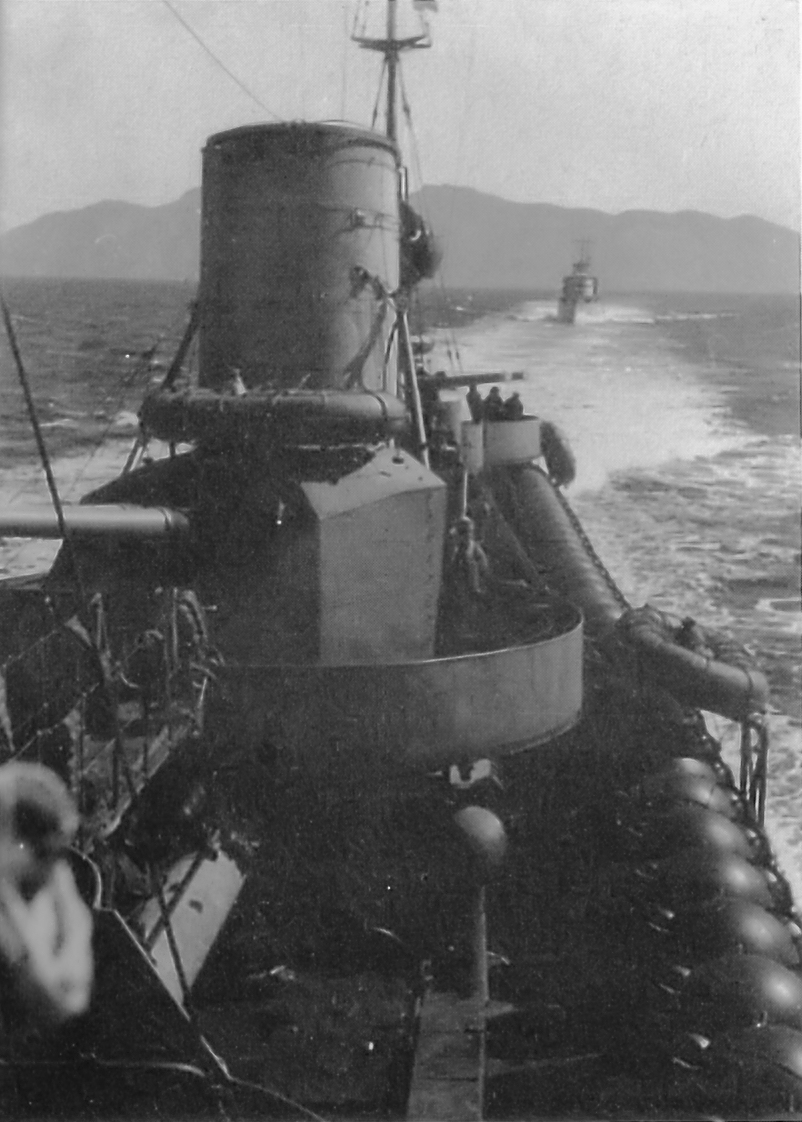
Cacciatorpediniere classe Navigatori nel 1941 con un carico di mine del tipo P.200.

L'attività di posa degli sbarramenti minati vide impegnate queste unità a fasi alterne per tutta la durata del conflitto. Solo il Pancaldo non svolse mai questo tipo di attività, mentre il Da Recco, essendo sprovvisto delle apposite ferroguide, vi partecipò solo come scorta.
Soprattutto negli ultimi mesi di guerra il trasporto veloce di truppe e materiali sulla cosiddetta "rotta della morte" vide impegnate quasi incessantemente le unità ancora efficienti dei "Navigatori": nuove truppe venivano fatte affluire in Tunisia per l'ultima inutile resistenza mentre reduci e prigionieri venivano riportati in Italia in un continuo andirivieni. La scarsità e la lentezza dei mercantili ancora in efficienza fece sì che per questi trasporti venissero utilizzati preferibilmente i cacciatorpediniere, veloci e ben armati. Anche se queste missioni costituirono solo il 5% del totale, costarono la perdita di due unità (Malocello e Pancaldo) e di 264 uomini.
Ma la vera guerra dei "Navigatori" fu quella oscura ed estenuante delle scorte ai convogli: queste navi ancora relativamente veloci e molto ben armate (all'inizio soprattutto in termini di artiglierie anti-nave, successivamente venne potenziato soprattutto l'armamento antiaereo) furono probabilmente le migliori unità di scorta che ebbe la Regia Marina. Un terzo delle missioni fu infatti di questo tipo e costò l'affondamento di ben cinque unità e il danneggiamento grave di un'altra (Da Recco) con la perdita di oltre 350 uomini.
Il Pancaldo, prima nave colpita della classe, venne affondata dagli aerosiluranti Swordfish della portaerei Eagle, al ritorno dalla battaglia di Punta Stilo, il 9 luglio 1940. La nave, come è già stato accennato, venne recuperata grazie all'affondamento avvenuto in acque basse e rientrò in servizio dopo due anni e mezzo di lavori.
Tra le perdite più tragiche vi fu quella del Tarigo, caposcorta dell'omonimo convoglio che, nella notte del 16 aprile 1941 venne scoperto dai cacciatorpediniere britannici dotati di radar e distrutto con perdite elevatissime per gli italo-tedeschi. Il Tarigo venne messo fuori combattimento dalle prime cannonate, ma prima di affondare lanciò gli ultimi siluri contro il cacciatorpediniere Mohawk, riuscendo ad affondarlo.
Le ultime unità perdute furono Da Noli e Vivaldi, affondati nei giorni immediatamente successivi all'armistizio presso le Bocche di Bonifacio dopo scontri con forze tedesche. Quindi alla fine delle ostilità contro gli Alleati sopravvivevano solo il Da Recco e il Pigafetta. Come già accennato, quest'ultimo fu catturato dai tedeschi e recuperato come TA 44, venendo poi affondato a Trieste durante un bombardamento aereo alleato.

## Unità
| Regia Marina - Cacciatorpediniere Classe Navigatori | Regia Marina - Cacciatorpediniere Classe Navigatori | Regia Marina - Cacciatorpediniere Classe Navigatori                   | Regia Marina - Cacciatorpediniere Classe Navigatori | Regia Marina - Cacciatorpediniere Classe Navigatori | Regia Marina - Cacciatorpediniere Classe Navigatori | Regia Marina - Cacciatorpediniere Classe Navigatori |
| Nome                                                | Sigla                                               | Cantiere                                                              | Impostazione                                        | Varo                                                | Entrata in servizio                                 | Destino finale |
| --------------------------------------------------- | --------------------------------------------------- | --------------------------------------------------------------------- | --------------------------------------------------- | --------------------------------------------------- | --------------------------------------------------- | --- |
| Alvise Da Mosto                                     | DM                                                  | Cantieri Navali del Quarnaro - Fiume                                  | 22 agosto 1928                                      | 1º luglio 1929                                      | 15 marzo 1931                                       | Affondato dalle navi britanniche HMS Aurora e HMS Penelope presso Tripoli, il 1º dicembre 1941. |
| Antonio Da Noli                                     | DN                                                  | Cantieri Navali del Tirreno - Riva Trigoso                            | 27 luglio 1927                                      | 21 maggio 1929                                      | 29 dicembre 1929                                    | Affondato per urto su mina presso le Bocche di Bonifacio il 9 settembre 1943 |
| Nicoloso Da Recco                                   | DR                                                  | Cantieri Navali Riuniti - Ancona                                      | 14 dicembre 1927                                    | 5 gennaio 1930                                      | 20 maggio 1930                                      | Unico superstite della classe, nel dopoguerra dopo essere entrato a far parte della Marina Militare venne posto in disarmo il 15 luglio 1954. |
| Giovanni Da Verazzano                               | DV                                                  | Cantieri Navali del Quarnaro - Fiume                                  | 17 agosto 1927                                      | 15 dicembre 1928                                    | 25 settembre 1930                                   | Affondato il 19 ottobre 1942 dal sommergibile britannico HMS Unbending. |
| Lanzerotto Malocello                                | MC (MO dal 1942)                                    | Cantiere navale di Sestri Ponente - Cantieri Ansaldo - Sestri Ponente | 5 ottobre 1926                                      | 14 marzo 1929                                       | 18 gennaio 1930                                     | Affondato per urto su mina il 24 marzo 1943 a nord di Capo Bon. |
| Leone Pancaldo                                      | PN                                                  | Cantieri Navali del Tirreno - Riva Trigoso                            | 7 luglio 1927                                       | 5 febbraio 1929                                     | 30 novembre 1929                                    | Affondato il 30 aprile 1943 nei pressi di Capo Bon in seguito a bombardamento aereo. |
| Emanuele Pessagno                                   | PS                                                  | Cantieri Navali Riuniti - Ancona                                      | 9 ottobre 1927                                      | 12 agosto 1929                                      | 10 marzo 1929                                       | Affondato dal sommergibile inglese HMS Turbulent il 29 maggio 1942. |
| Antonio Pigafetta                                   | PI                                                  | Cantieri Navali del Quarnaro - Fiume                                  | 29 dicembre 1928                                    | 10 novembre 1929                                    | 1º maggio 1931                                      | Sabotato dall'equipaggio all'armistizio dell'8 settembre 1943. Catturato dai tedeschi e rinominato TA 44, venne affondato il 17 febbraio 1945 durante un bombardamento aereo alleato.                                                             |
| Luca Tarigo                                         | TA                                                  | Cantieri Ansaldo - Sestri Ponente                                     | 14 luglio 1927                                      | 9 dicembre 1928                                     | 16 novembre 1929                                    | Affondato il 16 aprile 1941 da cacciatorpediniere inglesi, affondando a sua volta con i suoi siluri il cacciatorpediniere HMS Mohawk. Il suo comandante Pietro De Cristofaro venne decorato con la Medaglia d'Oro al Valor Militare alla memoria. |
| Antoniotto Usodimare                                | US                                                  | Cantieri Navali Odero - Sestri Ponente                                | 1º giugno 1927                                      | 12 maggio 1929                                      | 21 novembre 1929                                    | Affondato per errore dal sommergibile italiano Alagi l'8 giugno 1942. |
| Ugolino Vivaldi                                     | VI                                                  | Cantieri Navali Odero - Sestri Ponente                                | 16 maggio 1927                                      | 9 gennaio 1929                                      | 6 marzo 1930                                        | Affondato il 10 settembre 1943 presso le Bocche di Bonifacio in seguito ad attacco tedesco. |
| Nicolò Zeno                                         | ZE                                                  | Cantieri Navali del Quarnaro - Fiume                                  | 5 giugno 1927                                       | 12 agosto 1928                                      | 27 maggio 1930                                      | Autoaffondato dall'equipaggio il 9 settembre 1943 a La Spezia dove si trovava per riparazioni. |